# 야마우치 다다요시
야마우치 다다요시(일본어: 山内忠義, 분로쿠 원년(1592년) ~ 간분 4년 음력 11월 24일(1665년 1월 10일))는 아즈치모모야마 시대부터 에도 시대 전기의 다이묘로서 도사번 제2대 번주이다.
야마우치 야스토요의 장남이자 초대 번주 야마우치 가즈토요의 양자이다.